# 日本の学会一覧
日本の学会一覧（にほんのがっかいいちらん）は、日本国内における学会一覧。

## 概要
日本学術会議、日本学術協力財団、科学技術振興機構が運営する『学会名鑑』によると、2014年11月9日現在、日本の学会には1176学会が存在し、以下のように分類されている。
| 大分類           | 小分類 | 学会数 |
| ---------------- | ------ | ------ |
| 人文・社会科学   |        |        |
| 言語・文学       | 72     |        |
| 哲学             | 45     |        |
| 心理学・教育学   | 112    |        |
| 社会学           | 40     |        |
| 史学             | 45     |        |
| 地域研究         | 41     |        |
| 法学             | 30     |        |
| 政治学           | 7      |        |
| 経済学           | 29     |        |
| 経営学           | 43     |        |
| 小計             | 464    |        |
| 生命科学         |        |        |
| 基礎生物学       | 48     |        |
| 統合生物学       | 18     |        |
| 農学             | 84     |        |
| 食料科学         | 4      |        |
| 基礎医学         | 50     |        |
| 臨床医学         | 177    |        |
| 健康・生活科学   | 64     |        |
| 歯学             | 32     |        |
| 薬学             | 13     |        |
| 小計             | 490    |        |
| 理学・工学       |        |        |
| 環境学           | 21     |        |
| 数理科学         | 7      |        |
| 物理学           | 7      |        |
| 地球惑星科学     | 31     |        |
| 情報学           | 18     |        |
| 化学             | 34     |        |
| 総合工学         | 45     |        |
| 機械工学         | 14     |        |
| 電気電子工学     | 9      |        |
| 土木工学・建築学 | 15     |        |
| 材料工学         | 21     |        |
| 小計             | 222    |        |
| 合計             | 合計   | 1176   |

## 日本学術会議協力学術研究団体
日本学術会議から「日本学術会議協力学術研究団体」として指定を受けている学術研究団体、すなわち日本国が公的に認定している学術研究団体のうち、2018年3月2日現在で名称に「学会」とつく学術研究団体は2019団体存在する。

### 代表例
※各分野を代表する学会の例(正会員数1500名以上)
| 分野                      | 名称                         | 会員数                    |
| ------------------------- | ---------------------------- | ------------------------- |
| 人文科学系                | 日本英語学会                 | 約1,600名                 |
| 人文科学系                | 日本言語学会                 | 約2,200名                 |
| 人文科学系                | 日本地理学会                 | 約3,000名                 |
| 人文科学系                | 日本哲学会                   | 約1,700名                 |
| 社会科学系                | 日本経済学会                 | 約3,200名                 |
| 社会科学系                | 日本国際政治学会             | 約2,000名                 |
| 社会科学系                | 日本社会学会                 | 約3,600名                 |
| 社会科学系                | 日本政治学会                 | 約1,700名                 |
| 社会科学系                | 日本私法学会                 | 約2,000名                 |
| 社会科学系                | 組織学会                     | 約2,200名                 |
| 社会科学系                | 日本会計研究学会             | 約1,900名                 |
| 社会科学系                | 日本経営学会                 | 約1,800名                 |
| 社会科学系                | 日本心理学会                 | 約7,500名                 |
| 社会科学系                | 日本教育工学会               | 約3,500名                 |
| 社会科学系                | 日本教育学会                 | 約3,000名                 |
| 社会科学系                | 日本文化人類学会             | 約2,000名                 |
| 自然科学系                | 日本物理学会                 | 約18,000名                |
| 自然科学系                | 日本数学会                   | 約5,000名                 |
| 自然科学系                | 日本応用数理学会             | 約1,800名                 |
| 自然科学系                | 日本化学会                   | 約32,000名                |
| 自然科学系                | 高分子学会                   | 約11,000名                |
| 自然科学系                | 日本分析化学会               | 約9,000名                 |
| 自然科学系                | 日本生化学会                 | 約11,000名                |
| 自然科学系                | 日本分子生物学会             | 約15,000名                |
| 自然科学系                | 日本地質学会                 | 約4,300名                 |
| 自然科学系                | 日本動物学会                 | 約2,700名                 |
| 自然科学系                | 日本気象学会                 | 約4,300名                 |
| 自然科学系                | 日本統計学会                 | 約1,500名                 |
| 自然科学系                | 日本地震学会                 | 約4,000名                 |
| 自然科学系                | 日本神経科学学会             | 約5,000名                 |
| 自然科学系                | 日本天文学会                 | 約3,000名                 |
| 自然科学系                | 日本地理学会                 | 約3,000名                 |
| 自然科学系                | 日本海洋学会                 | 約2,000名                 |
| 自然科学系                | 日本生物物理学会             | 約3,200名                 |
| 農学系 （日本農学会）     | 日本獣医学会                 | 約3,700名                 |
| 農学系 （日本農学会）     | 日本水産学会                 | 約4,200名                 |
| 農学系 （日本農学会）     | 日本農芸化学会               | 約11,000名                |
| 農学系 （日本農学会）     | 日本森林学会                 | 約2,400名                 |
| 農学系 （日本農学会）     | 日本造園学会                 | 約2,600名                 |
| 農学系 （日本農学会）     | 日本畜産学会                 | 約2,600名                 |
| 農学系 （日本農学会）     | 日本土壌肥料学会             | 約2,600名                 |
| 農学系 （日本農学会）     | 日本育種学会                 | 約2,000名                 |
| 農学系 （日本農学会）     | 日本木材学会                 | 約1,900名                 |
| 工学系                    | 応用物理学会                 | 約24,000名                |
| 工学系                    | 情報処理学会                 | 約20,000名                |
| 工学系                    | 電気学会                     | 約24,000名                |
| 工学系                    | 電子情報通信学会             | 約35,000名                |
| 工学系                    | 土木学会                     | 約40,000名                |
| 工学系                    | 日本機械学会                 | 約37,500名                |
| 工学系                    | 日本原子力学会               | 約7,100名                 |
| 工学系                    | 日本建築学会                 | 約35,000名                |
| 工学系                    | 計測自動制御学会             | 約6,000名                 |
| 工学系                    | 日本航空宇宙学会             | 約4,000名                 |
| 工学系                    | 日本ロボット学会             | 約5,000名                 |
| 工学系                    | 照明学会                     | 約6,000名                 |
| 工学系                    | 日本コンクリート工学会       | 約8,000名                 |
| 工学系                    | 地盤工学会                   | 約9,000名                 |
| 工学系                    | 日本都市計画学会             | 約5,000名                 |
| 工学系                    | 化学工学会                   | 約7,000名                 |
| 工学系                    | 空気調和・衛生工学会         | 約16,000名                |
| 工学系                    | 日本冷凍空調学会             | 約4,000名                 |
| 工学系                    | 日本食品科学工学会           | 約1,800名                 |
| 医学系 （日本医学会）     | 日本内科学会                 | 約105,000名 （※日本最大） |
| 医学系 （日本医学会）     | 日本外科学会                 | 約39,000名                |
| 医学系 （日本医学会）     | 日本小児科学会               | 約20,000名                |
| 医学系 （日本医学会）     | 日本精神神経学会             | 約15,000名                |
| 医学系 （日本医学会）     | 日本循環器学会               | 約25,000名                |
| 医学系 （日本医学会）     | 日本眼科学会                 | 約14,000名                |
| 医学系 （日本医学会）     | 日本糖尿病学会               | 約16,000名                |
| 医学系 （日本医学会）     | 日本神経学会                 | 約9,000名                 |
| 医学系 （日本医学会）     | 日本肝臓学会                 | 約11,000名                |
| 医学系 （日本医学会）     | 日本アレルギー学会           | 約11,000名                |
| 医学系 （日本医学会）     | 日本癌治療学会               | 約17,000名                |
| 医学系 （日本医学会）     | 日本癌学会                   | 約16,000名                |
| 医学系 （日本医学会）     | 日本緩和医療学会             | 約10,000名                |
| 医学系 （日本医学会）     | 日本形成外科学会             | 約5,000名                 |
| 医学系 （日本医学会）     | 日本消化器外科学会           | 約21,000名                |
| 医学系 （日本医学会）     | 日本消化器内視鏡学会         | 約32,000名                |
| 医学系 （日本医学会）     | 日本消化器病学会             | 約32,000名                |
| 医学系 （日本医学会）     | 日本心理臨床学会             | 約22,000名                |
| 医学系 （日本医学会）     | 日本救急医学会               | 約10,000名                |
| 医学系 （日本医学会）     | 日本公衆衛生学会             | 約8,000名                 |
| 医学系 （日本医学会）     | 日本血液学会                 | 約7,000名                 |
| 医学系 （日本医学会）     | 日本呼吸器学会               | 約11,000名                |
| 医学系 （日本医学会）     | 日本産科婦人科学会           | 約16,000名                |
| 医学系 （日本医学会）     | 日本産業衛生学会             | 約7,000名                 |
| 医学系 （日本医学会）     | 日本耳鼻咽喉科学会           | 約11,000名                |
| 医学系 （日本医学会）     | 日本周産期・新生児医学会     | 約7,000名                 |
| 医学系 （日本医学会）     | 日本集中治療医学会           | 約8,000名                 |
| 医学系 （日本医学会）     | 日本感染症学会               | 約11,000名                |
| 医学系 （日本医学会）     | 日本腎臓学会                 | 約9,000名                 |
| 医学系 （日本医学会）     | 日本整形外科学会             | 約23,000名                |
| 医学系 （日本医学会）     | 日本超音波医学会             | 約14,000名                |
| 医学系 （日本医学会）     | 日本透析医学会               | 約16,000名                |
| 医学系 （日本医学会）     | 日本東洋医学会               | 約9,000名                 |
| 医学系 （日本医学会）     | 日本肺癌学会                 | 約10,000名                |
| 医学系 （日本医学会）     | 日本乳癌学会                 | 約9,000名                 |
| 医学系 （日本医学会）     | 日本脳神経外科学会           | 約9,000名                 |
| 医学系 （日本医学会）     | 日本泌尿器科学会             | 約8,000名                 |
| 医学系 （日本医学会）     | 日本皮膚科学会               | 約11,000名                |
| 医学系 （日本医学会）     | 日本麻酔科学会               | 約12,000名                |
| 医学系 （日本医学会）     | 日本リウマチ学会             | 約10,000名                |
| 医学系 （日本医学会）     | 日本リハビリテーション医学会 | 約10,000名                |
| 医学系 （日本医学会）     | 日本臨床腫瘍学会             | 約8,000名                 |
| 医学系 （日本医学会）     | 日本医学放射線学会           | 約9,000名                 |
| 医学系 （日本医学会）     | 日本大腸肛門病学会           | 約7,000名                 |
| 医学系 （日本医学会）     | 日本胸部外科学会             | 約8,000名                 |
| 医学系 （日本医学会）     | 日本内分泌学会               | 約7,000名                 |
| 医学系 （日本医学会）     | 日本化学療法学会             | 約7,000名                 |
| 医学系 （日本医学会）     | 日本脳卒中学会               | 約6,000名                 |
| 医学系 （日本医学会）     | 日本栄養・食糧学会           | 約4,000名                 |
| 医学系 （日本医学会）     | 日本生理学会                 | 約3,000名                 |
| 歯学系 （日本歯科医学会） | 日本口腔外科学会             | 約9,500名                 |
| 歯学系 （日本歯科医学会） | 日本矯正歯科学会             | 約6,300名                 |
| 歯学系 （日本歯科医学会） | 日本補綴歯科学会             | 約6,700名                 |
| 歯学系 （日本歯科医学会） | 日本小児歯科学会             | 約4,400名                 |
| 歯学系 （日本歯科医学会） | 日本歯周病学会               | 約8,700名                 |
| 歯学系 （日本歯科医学会） | 日本口腔インプラント学会     | 約12,300名                |
| 薬学系                    | 日本薬学会                   | 約20,000名                |
| 看護系                    | 日本看護科学学会             | 約6,500名                 |
| 看護系                    | 日本看護研究学会             | 約5,000名                 |

## 日本学術会議協力学術研究団体以外の学会
下記は、日本学術会議から指定を受けてはいないが、「学会」を称する著名な団体である。

### 「学会」の名がつくその他の団体例
業界学会
- 失敗学会
- 日本デジタルゲーム学会
- 萌えキャラ学会
- アメリカ野球学会
- 福音主義神学会
- 豊価学会
- 総合人間学会
- 日本笑い学会
- 月光学会
- もったいない学会
- 眞理占星学会

私的学会
- 日本うんこ学会
- 創価学会
- 見世物学会
- 宇宙真理学会
- ニコニコ学会β
- 日本坂道学会
- 東京サザエさん学会
- 萌えキャラ学会
- と学会
- 路上観察学会
- ダービー哲学会
- 日本うどん学会
- 日本ナポリタン学会

自治体学会
- 浜松餃子学会